# Medveđica
Medveđica (cyr. Медвеђица) – wieś w Serbii, w okręgu braniczewskim, w gminie Žagubica. W 2011 roku liczyła 33 mieszkańców.